# Cửu giác
Cái tên "nonagon" là một tiền tố hình lai, từ Latin (nonus, "chín" + gonon), được sử dụng tương đương, chứng thực đã có trong thế kỷ 16 trong nonogone Pháp và bằng tiếng Anh từ thế kỷ 17. Cái tên "enneagon" xuất phát từ tiếng Hy Lạp enneagonon (εννεα, "chín" + γωνον (từ γωνία = "góc")), và được cho là nhiều hơn đúng, mặc dù ít phổ biến hơn "nonagon".

## Các tính chất
Một cửu giác thông thường được biểu thị bằng biểu tượng Schläfli {9} và có các góc trong là 140 °. Diện tích của một phi hình bình thường có chiều dài cạnh a được cho bởi
{\displaystyle A={\frac {9}{4}}a^{2}\cot {\frac {\pi }{9}}=(9/2)ar=9r^{2}\tan(\pi /9)}
{\displaystyle =(9/2)R^{2}\sin(2\pi /9)\simeq 6.18182\,a^{2},}
trong đó bán kính r của vòng tròn được ghi của hình không chính quy là
{\displaystyle r=(a/2)\cot(\pi /9)}
và trong đó R là bán kính của vòng tròn được bao quanh của nó:
{\displaystyle R={\sqrt {(a/2)^{2}+r^{2}}}=r\sec(\pi /9).}

## Dựng hình
Mặc dù một hình khối thông thường không thể xây dựng được bằng la bàn và thước thẳng (như 9 = 3 2, không phải là sản phẩm của các số nguyên tố Fermat riêng biệt), có những phương pháp xây dựng rất cũ tạo ra các xấp xỉ rất gần.
Nó cũng có thể được xây dựng bằng cách sử dụng neusis, hoặc bằng cách cho phép sử dụng bộ ba góc. 

Cửu giác, một hình ảnh động từ một công trình xây dựng dựa trên cơ sở góc 120 ° bằng Tomahawk

## Xấp xỉ

### Xấp xỉ I
Độ chính xác (tuyến tính): 10 −6
Sau đây là cấu trúc gần đúng của một phi kim bằng cách sử dụng thước thẳng và la bàn.
Ví dụ để minh họa lỗi, khi góc trung tâm được xây dựng là 39,99906 °: </br> Tại bán kính vòng tròn được đăng ký r = 100   m, sai số tuyệt đối của bên thứ 1 sẽ xấp xỉ 1,6   mm. 

### Xấp xỉ II
Độ chính xác (tuyến tính): 10 −10
- Giảm bớt góc JMK (còn 60 °) với bốn bisections góc và thực hiện một phần ba của vòng cung tròn MON với một giải pháp gần đúng giữa bisections góc w 3 và w 4.
- Đường thẳng phụ g thẳng hướng từ điểm O đến điểm N (hầu như là thước đo tại các điểm O và N được áp dụng), giữa O và N, do đó không có đường phụ.

Do đó, MON cung tròn có thể truy cập tự do cho điểm giao nhau R.
{\displaystyle \scriptstyle \angle {}} RMK = 40.0000000052441...°
360 ° ÷ 9 = 40 °
{\displaystyle \scriptstyle \angle {}} RMK - 40° = 5.2...E-9°
Ví dụ để minh họa lỗi:
Tại bán kính vòng tròn đã đăng ký
r = 100,000 km, sai số tuyệt đối của bên thứ 1 sẽ xấp xỉ 8.6 mm.

Xem thêm tính toán (Berechnung, tiếng Đức).

Cửu giác được dựng từ một đường tròn ngoại tiếp
Cửu giác ở một chiều dài nhất định, hình ảnh động

## Đối xứng

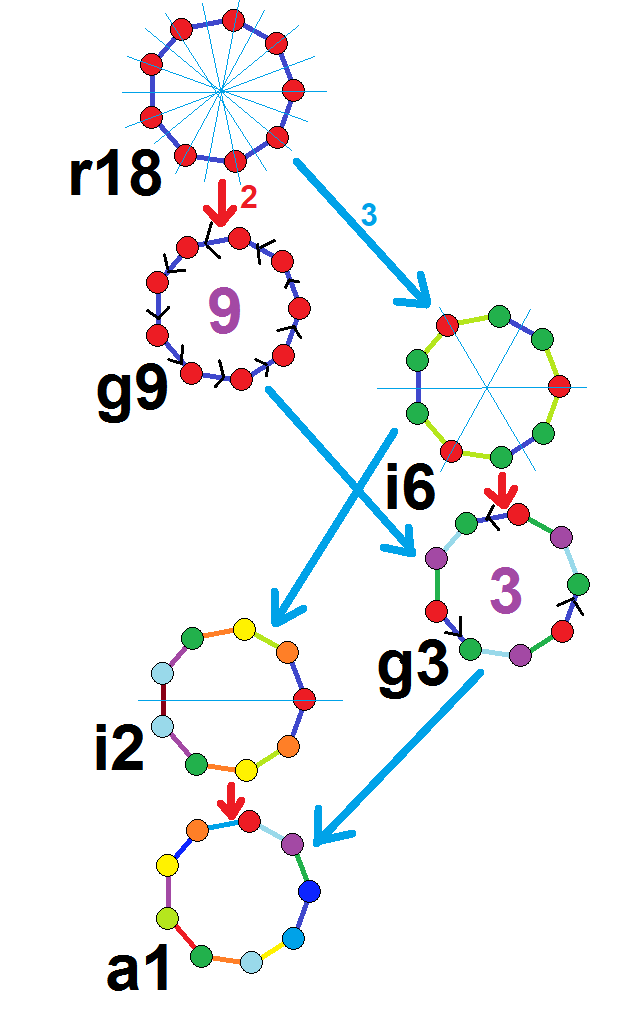
Đối xứng của một enneagon thường xuyên. Các đỉnh được tô màu bởi các vị trí đối xứng của chúng. Gương màu xanh được vẽ qua các đỉnh và gương màu tím được vẽ qua cạnh. Đơn đặt hàng Gyration được đưa ra trong trung tâm.

Enneagon thông thường có đối xứng Dih 9, thứ tự 18. Có 2 đối xứng dih thờ nhóm phụ: Dih 3 và Dih 1, và 3 đối xứng nhóm tuần hoàn: Z 9, Z 3 và Z 1.
6 đối xứng này có thể được nhìn thấy trong 6 đối xứng riêng biệt trên enneagon. John Conway dán nhãn này bằng một thư và nhóm theo thứ tự. Đối xứng đầy đủ của dạng thông thường là r18 và không có đối xứng được dán nhãn a1. Các đối xứng dih thờ được chia tùy thuộc vào việc chúng đi qua các đỉnh (d cho đường chéo) hay các cạnh (p cho đường vuông góc) và i khi các đường phản xạ đi qua cả hai cạnh và đỉnh. Đối xứng tuần hoàn ở cột giữa được dán nhãn là g cho các đơn đặt hàng trung tâm của chúng.
Mỗi đối xứng nhóm con cho phép một hoặc nhiều bậc tự do cho các dạng không đều. Chỉ có nhóm con g9 không có bậc tự do nhưng có thể được xem là các cạnh được định hướng.

## Nghiêng
Cửu giác thông thường có thể sắp xếp các lát euclide với các khoảng trống. Những khoảng trống này có thể được lấp đầy bằng các hình lục giác và tam giác cân thông thường. Trong các ký hiệu của symmetrohedron ốp lát này được gọi là H (*; 3; *; [2]) với H đại diện * 632 đối xứng lục giác trong mặt phẳng.

## Đồ thị
Đồ thị hoàn chỉnh K 9 thường được vẽ dưới dạng enneagon thông thường với tất cả 36 cạnh được kết nối. Biểu đồ này cũng thể hiện hình chiếu chính tả của 9 đỉnh và 36 cạnh của 8 đơn giản.
| 8-đơn giản (8D) |